# Meggernie Castle
Meggernie Castle ist eine restaurierte Niederungsburg in der Gemeinde Fortingall in der Mitte des Glen Lyon in der schottischen Council Area Perth and Kinross nordwestlich des  Loch Tay. Von den 1920er- bis in die 1950er-Jahre gehörte die Burg Sir Ernest Wills, 3. Baronet.

## Geschichte
Es gibt Beweise dafür, dass vor dem Bau des eigentlichen Meggernie Castle ein strohgedeckter Donjon auf dem Gelände errichtet wurde. Man kennt den Bauzeitpunkt der ältesten Teile von Meggernie Castle nicht, auch wenn einige Quellen behaupten, dass John Campbell die Burg um 1585 errichten ließ. Es gibt aber ein Dokument namens „Register of the Great Seal“, in dem König Jakob VI. den Campbells das Eigentum an Land in der Gegend übertrug, um das Baronat Glenlyon zu bilden. Es heißt dort, der Chef dieses Baronats residiere in “einem Turm namens Meggernie”, und da das Dokument vom 4. März 1603 stammt, kann man daraus schließen, dass das Baujahr 1585 richtig sein könnte. Der strohgedeckte Donjon erhielt im Auftrag von Robert Campbell of Glenlyon ein Schieferdach und in späteren Jahren wurden weitere Anbauten vorgenommen.
MacGibbon und Ross schätzen den ursprünglichen Bau allerdings auf den Beginn des 17. Jahrhunderts; an einem Sturz ist die Jahreszahl 1683 angebracht. Der Anbau im Osten mit zwei Vollgeschossen und einem Dachgeschoss wurde 1673 hinzugefügt und 1848 ein weiterer Anbau mit drei Vollgeschossen und einem Dachgeschoss. Im 19. Jahrhundert wurde im Osten ein Hof mit Eingang in der Mitte angebaut. Die Südmauer wurde 1959 umgestaltet und mit Zinnen versehen.

## Beschreibung
Die Mauern der Burg sind etwa 1,5 Meter dick, was mit ihrer Aufgabe als Verteidigungsbauwerk in Einklang steht, und der Donjon hat vier Vollgeschosse und ein Dachgeschoss. An jeder Ecke der Burg befindet sich ein Turm mit quadratischem Grundriss, der aus dem Hauptgebäude herausragt. Die ursprüngliche Burg hatte nur wenige Fenster und die sind enge Schlitze in der Mauer. Dieser Baustil war damals vollkommen üblich und man kann ihn an zahlreichen anderen, befestigten Burgen und Donjons aus dieser Zeit sehen. An den ursprünglichen Donjon wurde ein moderneres Landhaus angebaut, das allerdings im Stil ähnlich der alten Burg ist. Auf Fotos kann man viele architektonische Details von Meggernie Castle erkennen, zum Beispiel auch die vier kleinen Türmchen an den Ecken des Donjons und das lange, flache Landhaus, das sich von Donjon nach einer Seite erstreckt. Alle Gebäude sind mit Harl verputzt und die Giebelwände haben Staffelgiebel.
Historic Scotland hat Meggernie Castle als historisches Bauwerk der Kategorie A gelistet.

## Park und Gärten
Reste des Parks und der Gärten aus dem 17. Jahrhundert sind noch erhalten. Es finden sich noch Teile des ursprünglichen schottischen Kiefernwaldes. Daher wurden Gärten und Park von Meggernie Castle in das Inventory  of Gardens and Designed Landscapes aufgenommen.

## Geister
Verschiedene Geistergeschichten umgeben Meggernie Castle, von denen die bekannteste aus der Zeit stammt, als die Menzies of Culdares die Burg bewohnten: Ein früher Spross der Familie heiratete eine hübsche Frau, viel jünger als er selbst. Aber ihre Jugend und Schönheit ließ ihn eifersüchtig werden und er soll sie in einem Wutanfall umgebracht haben. Nachdem er ihre Leiche in einer versperrten Kiste in einem der Türme der Burg versteckt hatte, verließ er einige Zeit die Burg und verbreitete nach seiner Rückkehr eine Geschichte, wie seine Gattin tragischerweise den Tod durch Ertrinken gefunden hätte, als die beiden durch Europa reisten. Auch wenn die Leute der Gegend die Geschichte glaubten, hatte Menzies doch Angst und entschloss sich, die Leiche in den nahegelegenen Kirchfriedhof zu schaffen. Er teilte die Leiche in zwei Teile und vergrub die untere Hälfte eines Nachts auf dem Friedhof; die obere Hälfte verblieb in der Kiste. Bevor er aber imstande war, die obere Hälfte auch zu vergraben, fiel er selbst einem Verbrechen zum Opfer und man fand seine Leiche am nächsten Morgen am Eingang des Turmes, in dem noch die obere Hälfte der Leiche seiner Gattin lag. Auch wenn klar war, dass Menzies ermordet worden war, wurde nie jemand für dieses Verbrechen bestraft und sein Tod bleibt ein Mysterium.
Die meisten Geistersichtungen wurden von Gästen in der Burg berichtet, die angaben, sie hätten den oberen Teil einer weiblichen Leiche in der Luft schweben gesehen. Ein Besucher der Burg gab an, dass er eines Nachts aufgewacht wäre, weil er einen roten, heißen Kuss auf seiner Wange spürte. Als er sich im Bett aufsetzte, sah er die geisterhafte Form eines weiblichen Torsos, die sich von seinem Bett auf die Wand zu bewegte und dann durch sie hindurch in den nächsten Raum verschwand.
Während Restaurierungsarbeiten an der Burg Mitte des 19. Jahrhunderts sollen Arbeiter die skelettierten Überreste der oberen Hälfte einer weiblichen Leiche ausgegraben haben. Diese wurden geborgen, um sie zu begraben, aber auch nach diesem Ereignis wurde von Geistersichtungen berichtet. Es wurde auch berichtet, dass die bereits begrabene, untere Hälfte der Leiche im nahegelegenen Kirchfriedhof umgehe.